# Kůlna (jeskyně)
Kůlna je velká tunelovitá jeskyně, prorážející skalní ostroh Pustého žlebu 1 km jižně od obce Sloup v severní části Moravského krasu. Jeskyně je dnes součástí návštěvního okruhu veřejnosti přístupných Sloupsko-šošůvských jeskyní, s nimiž je propojena asi 25 m dlouhou štolou.

## Popis jeskyně
Jeskyně se otvírá k jihu do žlebu mohutným portálem 8,5 m vysokým a 40 m širokým. Portál vede do esovitě se stáčející chodby, dlouhé 92 m, stoupající celkem o 7 m k hornímu, severnímu vstupu. Ten je daleko méně nápadný, velikost severního portálu je jen 4 m na výšku a 10 m na šířku. Uprostřed této chodby je poklopem uzavřena šachta, vedoucí do spodních pater Kůlny, zvaných Křížovy jeskyně. Spodní patra Kůlny představují propasťovitý systém, tvořený třemi propastmi s celkovou hloubkou 75 m pod dnem Kůlny a přilehlými chodbami o celkové délce asi 100 m.
Tvářnost tunelové chodby Kůlny byla výrazně narušena za druhé světové války, kdy bylo dno chodby vybetonováno a byla zde zřízena podzemní zbrojní továrna. Toto vybetonování bylo později částečně odstraněno a pokračovaly zde do značné hloubky archeologické vykopávky, jejichž pozůstatky lze zhlédnout v jižní části jeskyně i dnes.
Vlastní jeskyně Kůlna byla průtokovou jeskyní, protékanou vodami tekoucími od Sloupu tehdejším Pustým žlebem. Spodní patra pak představují paleoponor těchto vod.

## Historie objevování a využívání jeskyně
Jeskyně Kůlna byla známa od nepaměti a byla využívána pravěkým člověkem jako sídliště. V roce 1880 zde stopy tohoto osídlení objevil Jindřich Wankel. Po něm zkoumal jeskyni v letech 1881–1885 a v roce 1891 také Martin Kříž. Při svých archeologických vykopávkách objevil v roce 1884 spodní patra jeskyně Kůlny, která jsou dnes po něm nazvána. Archeologické výzkumy prokázaly v jeskyni Kůlna významné osídlení v neolitu a mladém paleolitu.
Objevná šachta na spodní patra Kůlny byla dr. Křížem po objevu opět zaházena. Znovu byla otevřena Karlem Absolonem při jeho výzkumech ve Sloupě v roce 1902. Karel Absolon tehdy objevil většinu dnes známých Křížových jeskyní a zmapoval je. Štola byla poté opět zaházena a definitivně byla otevřena a zajištěna skružemi s poklopem až v roce 1950.
Za druhé světové války byla jeskyně využívána jako podzemní továrna německých zbraní. Vchody i podlahy byly zabetonovány, což způsobilo poškození jeskyně. Vojenská výroba zde začala koncem léta 1944 a byla ukončena v druhé polovině dubna 1945 z důvodu dezerce dělníků.
Po odstranění následků výstavby podzemní továrny se s překvapením zjistilo, že přes značné poškození výplní jeskyně archeologický význam jeskyně neklesl, naopak - výzkumy, které zde v letech 1961–1976 provádělo Moravské museum pod vedením Karla Valocha, prokázaly osídlení i ve středním a starším paleolitu a přiřadily Kůlnu k nejvýznamnějším středopaleolitickým lokalitám v Evropě. Průřez vrstvami ve vchodu do jeskyně dosáhl hloubky patnáct metrů. Nejčetnější nálezy pocházejí ze souvrství 7 – tisíce kusů kamenné industrie (kultura micoquienu, kostí mamuta, soba i jiných druhů, kostěné nástroje, drobné kosterní pozůstatky neandrtálců, staré kolem nebo něco přes čtyřicet tisíc let). Nejvýznamnějším objevem byl v roce 1965 nalezený zlomek horní čelisti patrně dospívajícího chlapce z doby před 120 000 lety. Mladší vrstvy dokládají kromě stop gravettienu i osídlení ze závěru paleolitu – magdalenienu a epimagdalénienu (kamenná i kostěná industrie včetně vzácné tzv. "náčelnické hole", parohových hrotů a ryté výzdoby, vedle kostí zvířat i zlomek lidské čelisti).
V těsně sousedícím systému podzemních chodeb Sloupsko-šošůvské jeskyně byla v devatenáctém století nalezena lebka jeskynního medvěda s kamenným hrotem oštěpu zaraženým v horním patře; patří k prvním nesporným důkazům, že člověk žil současně s velkými zvířaty pleistocénu a že je i lovil (informací o nálezu se inspiroval historik a spisovatel knih pro mládež Eduard Štorch při barvitém líčení dramatické situace takového lovu ve své knize Lovci mamutů).
V roce 1997 byla jeskyně nově proraženou štolou připojena k systému Sloupsko-šošůvských jeskyní, k nimž ostatně morfologicky patří, a stala se součástí jejich návštěvního okruhu.

## Fotogalerie

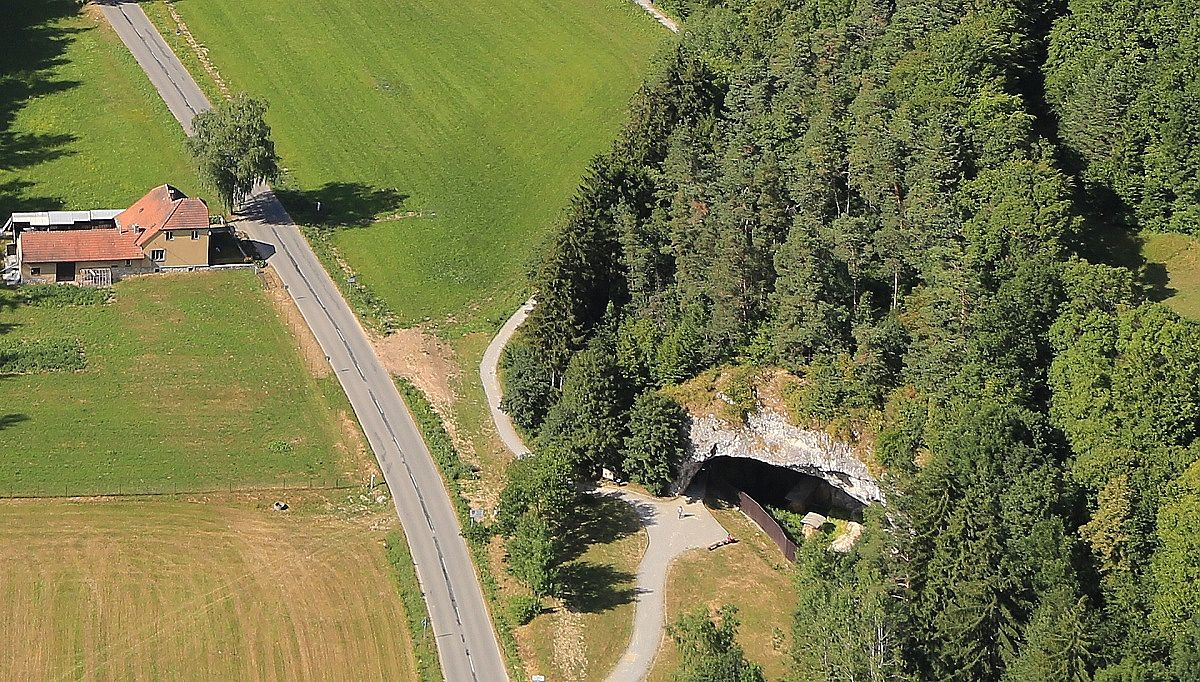
Letecký snímek vstupu do jeskyně
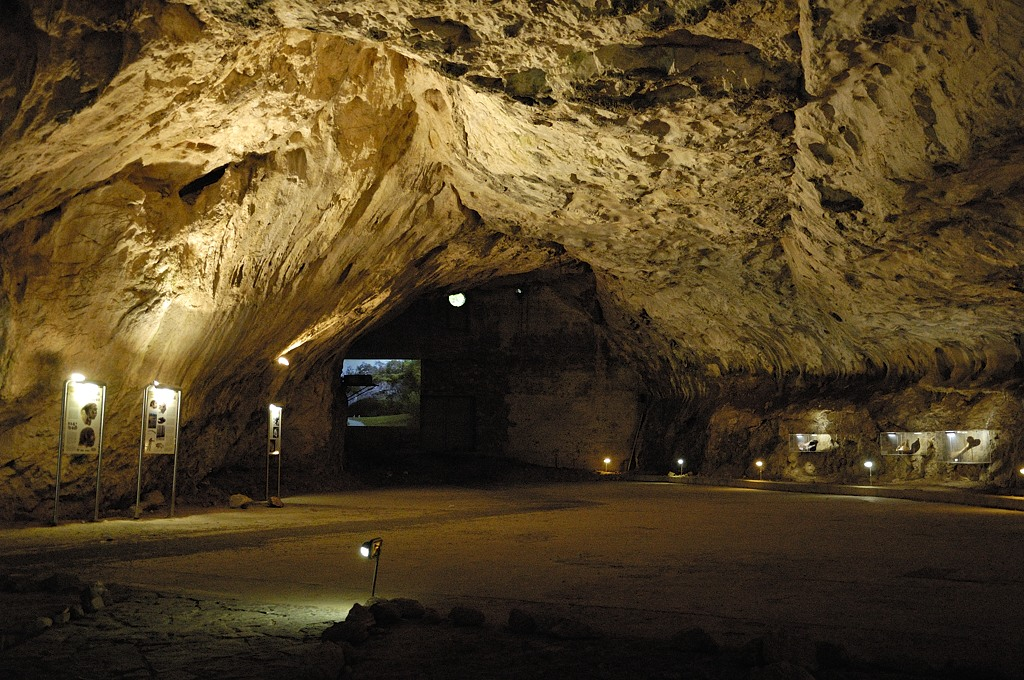
Expozice v jeskyni Kůlna
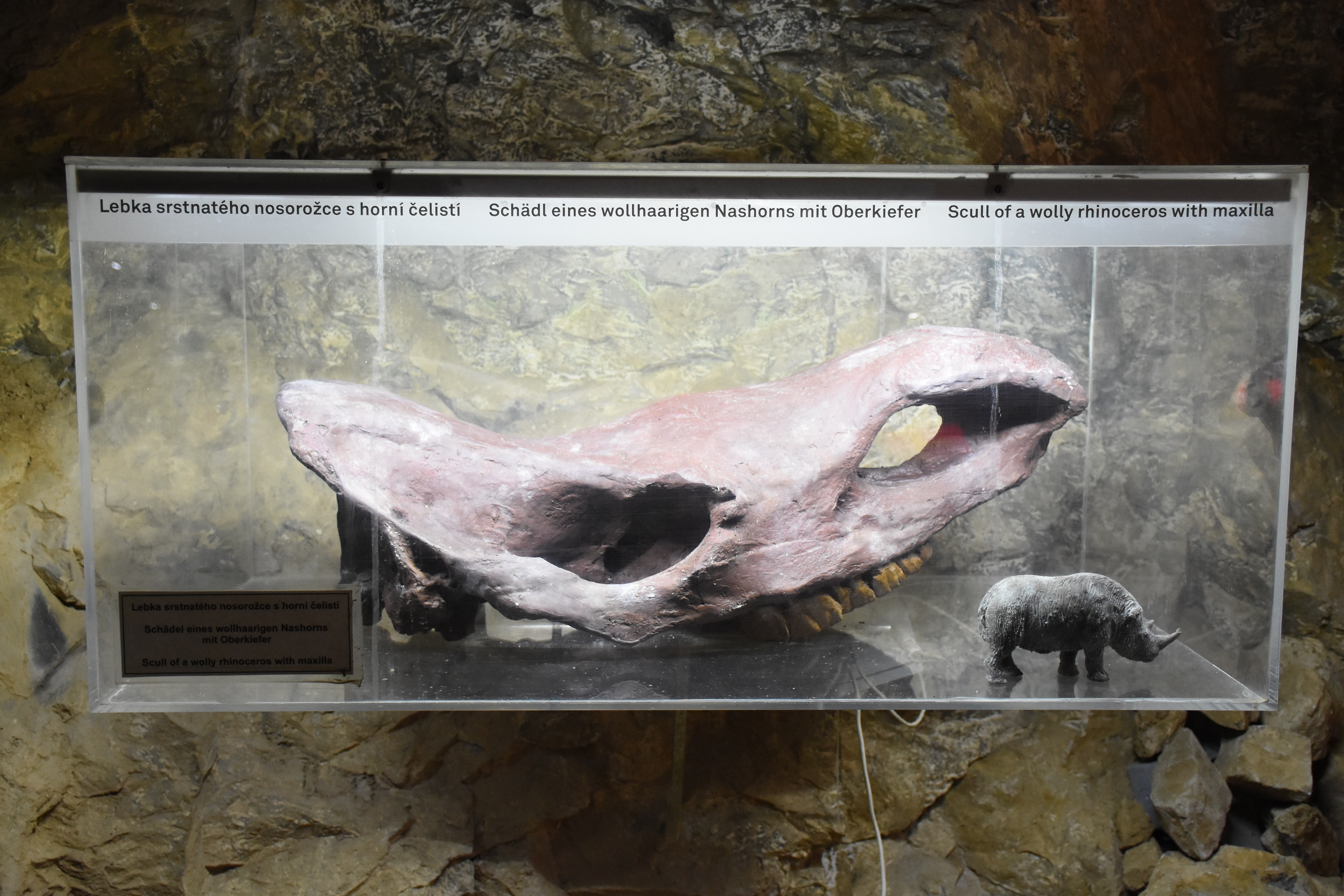
Lebka nosorožce srstnatého z jeskyně
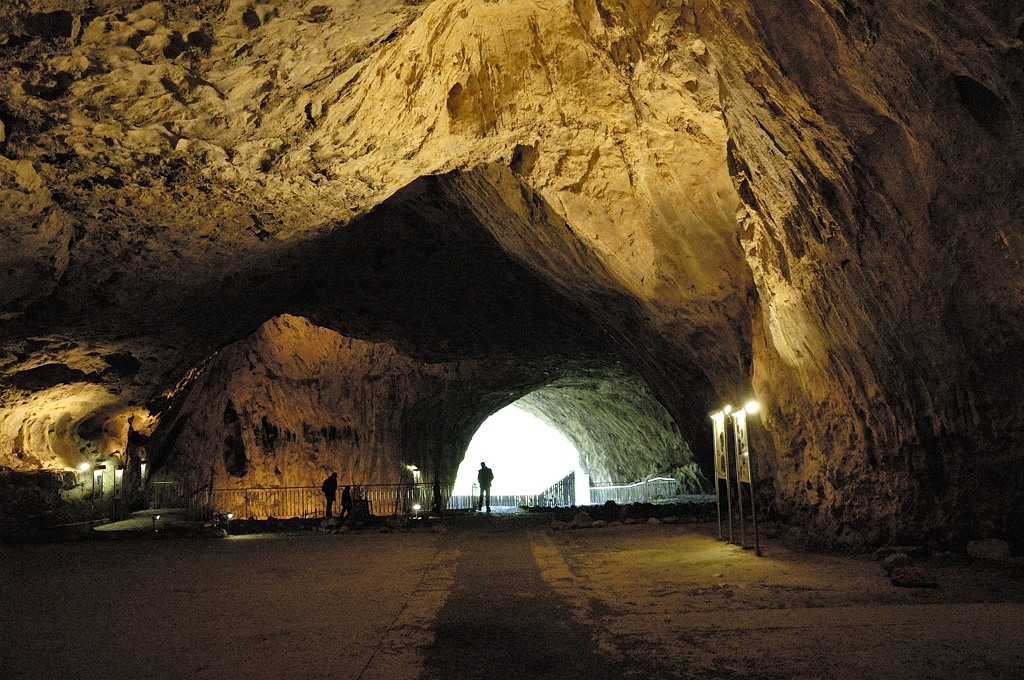
Vnitřní prostory jeskyně
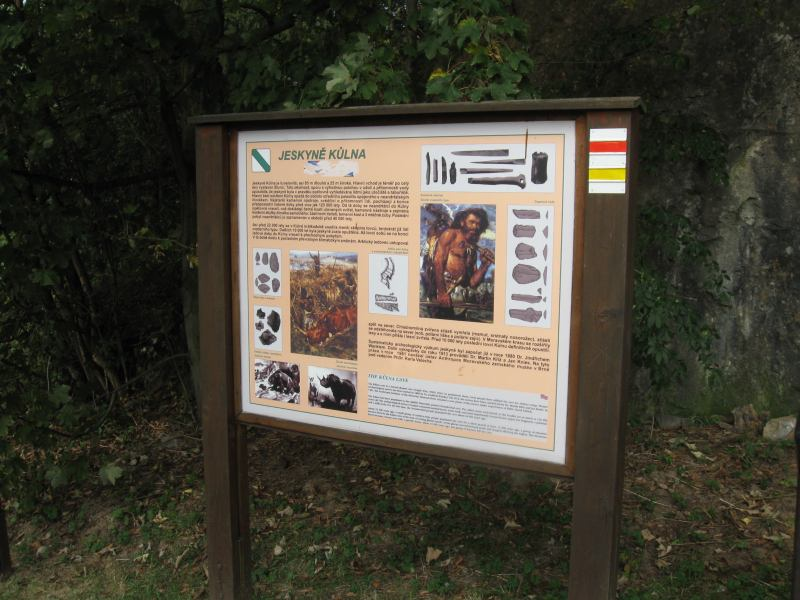
Informační tabule s popisem jeskyně
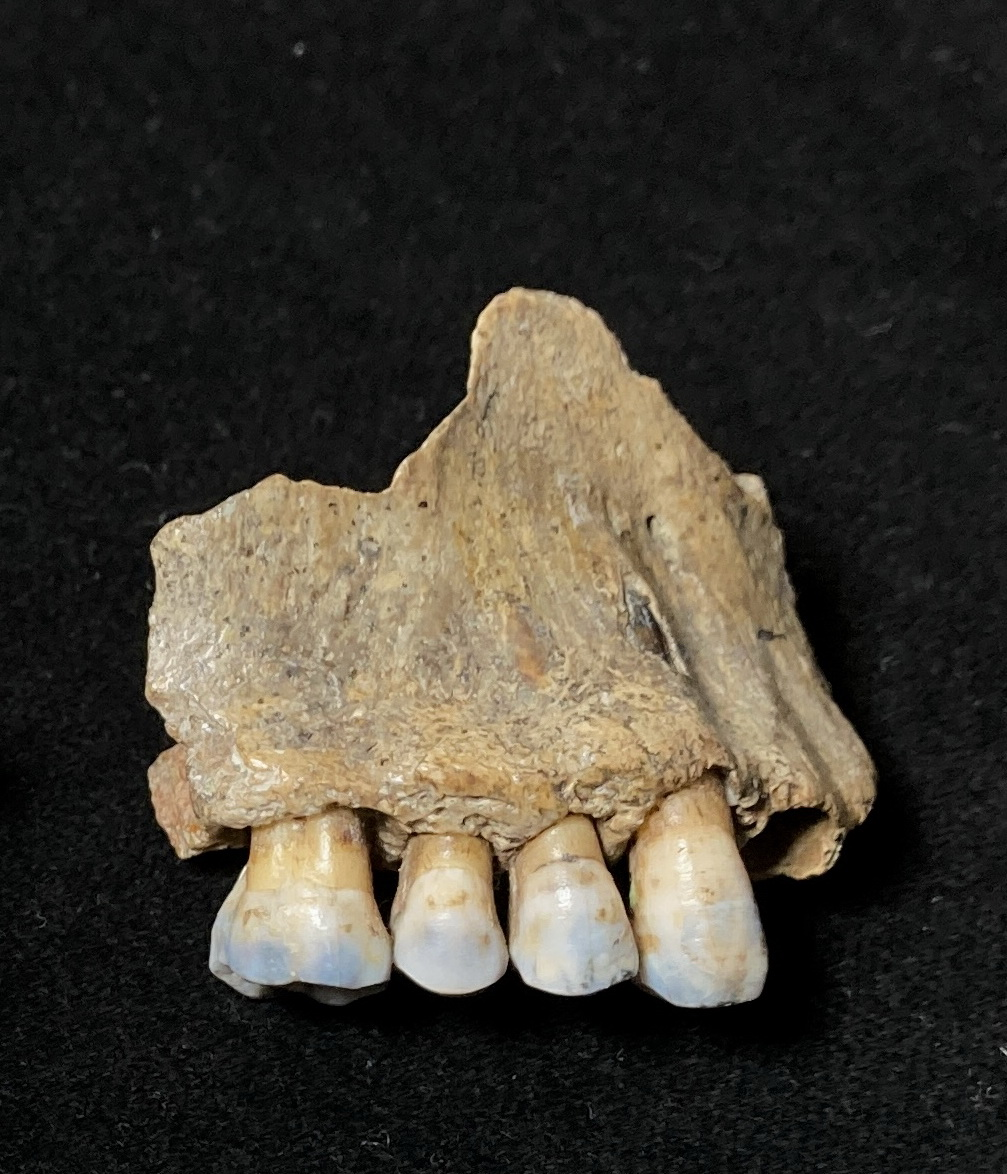
Úlomek horní čelisti neandertálského chlapce z jeskyně Kůlna.